# Малъри Бърдет
Малъри Бърдет (на английски: Mallory Burdette) е американска тенисистка, родена на 28 януари 1991 г.
Най-високата ѝ позиция в ранглистата за жени на WTA е 68–мо място, постигнато на 24 юни 2013 г. В кариерата си има 2 титли от календара на Международната тенис федерация.